# Тромалд (Минесота)
Тромалд (енгл. Trommald) град је у америчкој савезној држави Минесота.

## Демографија
По попису из 2010. године број становника је 98, што је 27 (-21,6%) становника мање него 2000. године.
| Група             | 2000.       | 2010.      |
| Белци             | 122 (97,6%) | 94 (95,9%) |
| Афроамериканци    | 0 (0,0%)    | 0 (0,0%)   |
| Азијати           | 0 (0,0%)    | 0 (0,0%)   |
| Хиспаноамериканци | 0 (0,0%)    | 1 (1,0%)   |
| Укупно            | 125         | 98         |